# Катастрофа A300 под Меданом
Катастрофа A300 под Меданом — крупная авиационная катастрофа, произошедшая в пятницу 26 сентября 1997 года. Авиалайнер Airbus A300B4-220 авиакомпании Garuda Indonesia выполнял внутренний рейс GA152 по маршруту Джакарта—Медан, но при заходе на посадку врезался в гору в 25 километрах от аэропорта Медана и полностью разрушился. Погибли все находившиеся на его борту 234 человека — 222 пассажира и 12 членов экипажа.
Это крупнейшая авиакатастрофа в истории Юго-Восточной Азии и индонезийской авиации.

## Самолёт
Airbus A300B4-220 (регистрационный номер PK-GAI, серийный 214) был выпущен в 1982 году (первый полёт совершил 6 октября под тестовым б/н F-WZMU). 16 ноября того же года был передан авиакомпании Garuda Indonesia. Оснащён двумя турбовентиляторными двигателями Pratt & Whitney JT9D-59A. На день катастрофы совершил 16 593 цикла «взлёт-посадка» и налетал 27 095 часов.

## Экипаж и пассажиры
Состав экипажа рейса GA152 был таким:
- Командир воздушного судна (КВС) — 41-летний Хэнс Р. Вийого (индон. Hance R. Wiyogo). Очень опытный пилот, проработал в авиакомпании Garuda Indonesia 19 лет и 9 месяцев (с 17 января 1978 года). В должности командира Airbus A300 — с 27 января 1993 года (до этого управлял им в качестве второго пилота). Налетал 11 978 часов, 782 из них на Airbus A300.
- Второй пилот — 41-летний Тата Зувалди (индон. Tata Zuwaldi). Очень опытный пилот, проработал в авиакомпании Garuda Indonesia 21 год и 3 месяца (с 21 июня 1976 года). В качестве бортинженера управлял самолётами McDonnell Douglas DC-10 и Boeing 747-200. В должности второго пилота Airbus A300 — с 13 июня 1996 года. На Airbus A300 налетал 709 часов; общее количество лётных часов неизвестно.

В салоне самолёта работали 10 бортпроводников.
| Гражданство          | Пассажиры | Экипаж | Всего |
| -------------------- | --------- | ------ | ----- |
| Индонезия            | 198       | 12     | 210   |
| Япония               | 6         | 0      | 6     |
| Германия             | 4         | 0      | 4     |
| Китайская Республика | 3         | 0      | 3     |
| Канада               | 2         | 0      | 2     |
| США                  | 2         | 0      | 2     |
| Великобритания       | 2         | 0      | 2     |
| Франция              | 1         | 0      | 1     |
| Италия               | 1         | 0      | 1     |
| Малайзия             | 1         | 0      | 1     |
| Нидерланды           | 1         | 0      | 1     |
| Австралия            | 1         | 0      | 1     |
| Всего                | 222       | 12     | 234   |

## Хронология событий
В четверг 25 сентября Северная Суматра сильно пострадала от лесных пожаров, в результате чего в воздухе стоял дым, а видимость в некоторых районах упала до 100 метров. В пятницу 26 сентября дым несколько рассеялся, но видимость не превышала 600-800 метров.
Рейс GA152 вылетел из Джакарты в 11:41 WIB (04:41 UTC). Его выполнял Airbus A300B4-200 борт PK-GAI, на его борту находились 12 членов экипажа и 222 пассажира. На подходе к аэропорту экипаж получил от диспетчера указание следовать курсом 316° и снижаться до 914 метров.
В это время авиадиспетчер также вёл радиообмен с рейсом MNA241 авиакомпании Merpati Nusantara Airlines, которому дал указание взять курс 240° согласно схеме захода на посадку на ВПП №05. Затем с диспетчером вышел на связь снизившийся до 914 метров рейс GA152, которому диспетчер также дал указание взять курс 240°, что экипаж и подтвердил. Когда в 13:28 с рейса 152 доложили о выходе из зоны гор, диспетчер дал указание взять курс 215° и снижаться до 610 метров. Но в это же время на связь с диспетчером вышел рейс BOU683 авиакомпании Bouraq Indonesia Airlines, который выполнял правый разворот. В сложившейся ситуации диспетчер запутался и в 13:30 дал указание рейсу GA152 выполнить правый разворот на курс 046°, а затем на курс 040°, что пилоты и выполнили.
В 13:31 диспетчер запросил у экипажа рейса 152 подтверждение, что они выполнили левый разворот. Совершенно запутавшись, пилоты переспросили, им надо поворачивать вправо или влево; и авиадиспетчер дал указание поворачивать вправо на курс 015°. Экипаж подтвердил получение информации и через несколько секунд увидел перед собой покрытый лесом склон горы. Малое расстояние не позволило избежать столкновения, и спустя 10 секунд с момента последней связи с диспетчером рейс GA152 врезался в гору на высоте 900 метров над уровнем моря неподалёку от деревни Буах-Набар в 25 километрах от аэропорта Медана. От удара авиалайнер полностью разрушился и загорелся, его обломки усеяли площадь 150 на 75 метров. 
Прибывшие к месту катастрофы спасательные службы не нашли ни одного выжившего — все 234 человека на борту лайнера погибли. Впоследствии удалось идентифицировать личности 186 погибших. Останки 48 неопознанных погибших были похоронены в братской могиле. 
На 2021 год катастрофа рейса GA152 (по числу погибших) занимает первое место в Индонезии и четвёртое в истории самолёта Airbus A300 (после катастроф в Нагое, в Нью-Йорке и над Персидским заливом).

## Расшифровка переговоров
Сокращения:
- КВС: Командир воздушного судна — Хэнс Р. Вийого
- 2П: Второй пилот — Тата Зувалди
- Ди: Диспетчер (Медан-Подход)
- Э: Кто-то из экипажа
- Внешняя связь: Переговоры с диспетчером
- BOU683: Рейс Bouraq Indonesia Airlines-683

| Время (WIB) |                                                                             | Оригинал | Перевод |
| ----------- | --------------------------------------------------------------------------- | --- | --- |
| 13:27:09    | 2П Внешняя связь                                                            | Indonesia one five two, three thousand. | Индонезия один пять два, три тысячи. |
| 13:27:12    | Ди                                                                          | Indonesia one five two, maintain three thousand feet for a while. Maintain heading Medan VOR, traffic now still taxi Runway two three.                               | Индонезия один пять два, сохраняйте три тысячи некоторое время. Следуйте на VOR Медан, борт всё ещё выполняет руление к полосе два три.                                            |
| 13:27:21    | 2П Внешняя связь                                                            | Maintain three thousand, Indonesia one five two. | Сохраняем три тысячи, Индонезия один пять два. |
| 13:27:29    | 2П                                                                          | We go overhead, Capt. | Мы будем выполнять пролёт над, командир. |
| 13:27:31    | КВС                                                                         | Perhaps. | Наверно. |
| 13:27:50    | Ди                                                                          | Merpati one five two, you err… turn left heading err… two four zero vectoring for intercept ILS runway zero five from the right side. Traffic now er… about rolling. | Мерпати один пять два, вы, э… выполняйте левый разворот э… курс два четыре ноль. Векторение для захвата ИЛС полосы ноль пять с правой стороны. Борт уже э… сейчас начинает разбег. |
| 13:28:00    | 2П                                                                          | Ya. | Да. |
|             | КВС                                                                         | This number one always lags behind so help me during approach. | Это первый всегда с запозданием отзывается, так что мне нужна помощь во время подхода.                                                                                             |
| 13:28:06    | Ди                                                                          | Indonesia one five two, do you read? | Индонезия один пять два, вы на приёме? |
| 13:28:10    | 2П Внешняя связь                                                            | Indonesia one five two, say again. | Индонезия один пять два, повторите. |
| 13:28:13    | Ди                                                                          | OK, turn left heading, err… two four zero, two three five now. Vectoring for intercept ILS runway zero five.                                                         | OK, поверните налево на, э… два четыре ноль, два три пять сейчас. Векторение для захвата ИЛС полосы ноль пять.                                                                     |
| 13:28:21    | 2П Внешняя связь                                                            | Roger left heading two three five, Indonesia one five two. | Вас понял, влево на курс два три пять, Индонезия один пять два. |
| 13:28:28    | КВС                                                                         | Why so far. | Почему так далеко. |
| 13:28:29    | КВС                                                                         | Slats extend. | Предкрылки вышли. |
| 13:28:30    | 2П                                                                          | Speed check. | Контроль скорости. |
| 13:28:52    | КВС Внешняя связь                                                           | One five two, heading two three five, confirm are we clear from the err… mountainous area?!                                                                          | Один пять два, курс два три пять, подтвердите, что мы вышли из ээ… горной местности?!                                                                                              |
| 13:28:59    | Ди                                                                          | Affirm Sir! Continue turn left on heading two one five. | Подтверждаю, сэр! Продолжайте разворот влево на курс два один пять. |
| 13:29:04    | 2П Внешняя связь                                                            | On heading two one five, Indonesia one five two. | Курс два один пять, Индонезия один пять два. |
| 13:29:06    | 2П                                                                          | Two one five. | Два один пять. |
| 13:29:12    | BOU683                                                                      | Good afternoon, Approach, Bouraq six eight three departure left turn.                                                                                                | Добрый день, Подход, Бурак шесть восемь три, взлет левым. |
| 13:29:16    | КВС                                                                         | Just passed it. | Только что прошли. |
| 13:29:19    | Ди                                                                          | Bouraq six eight three, continue turn left heading one two zero initial two thousand feet.                                                                           | Бурак шесть восемь три, продолжайте левый разворот на курс один два ноль, первоначальный набор две тысячи футов.                                                                   |
| 13:29:23    | BOU683                                                                      | Heading one two zero. | Курс один два ноль. |
| 13:29:41    | Ди                                                                          | Indonesia one five two, traffic clear. Descend to two thousand feet.                                                                                                 | Индонезия один пять два, с бортом разошлись. Снижайтесь две тысячи футов. |
| 13:29:44    | 2П Внешняя связь                                                            | Descend two thousand feet, Indonesia one five two. | Снижаемся две тысячи футов, Индонезия один пять два. |
| 13:29:48    | Ди                                                                          | Bouraq six eight three, climb to two niner zero report passing one zero thousand keep heading one two zero.                                                          | Бурак шесть восемь три, набирайте эшелон два девять ноль, доложите о пересечении десяти тысяч, сохраняйте курс один два ноль.                                                      |
| 13:29:58    | BOU683                                                                      | Two niner zero, call passing one zero thousand, on heading one two zero, six eight three.                                                                            | Два девять ноль, пересечение десяти тысяч доложим, сохраняем курс один два ноль, шесть восемь три.                                                                                 |
| 13:30:01    | 2П                                                                          | It won't get in it won't engage. | Он не захватит, он не включится. |
| 13:30:04    | Ди                                                                          | Indonesia one five two, turn right heading zero four six, report established on the localizer.                                                                       | Индонезия один пять два, поворачивайте направо на курс ноль четыре шесть, доложите о захвате курсового маяка.                                                                      |
| 13:30:08    | 2П Внешняя связь                                                            | Turn right heading zero four zero, Indonesia one five two check established.                                                                                         | Правый разворот на курс ноль четыре ноль, Индонезия один пять два, захват курсового доложим.                                                                                       |
| 13:30:13    | КВС                                                                         | Flaps eight. | Закрылки восемь. |
| 13:30:14    | 2П                                                                          | Speed check, flaps eight. | Контроль скорости, закрылки восемь. |
| 13:30:15    | 2П                                                                          | It's moving… one… seven. | Выпускаются… один… семь. |
| 13:30:20    | КВС                                                                         | It's hot, yes… the cockpit is hot…. Please, have a look… The cockpit is hot.                                                                                         | Жарко, да… в кабине жарко…. Пожалуйста, посмотри… В кабине жарко. |
| 13:30:33    | 2П                                                                          | Turn… turn right! | Поворачивай… поворачивай направо! |
| 13:30:35    | КВС Внешняя связь                                                           | Indonesia one five two, confirm turning left or turning right heading zero four six?                                                                                 | Индонезия один пять два, нам поворачивать налево или направо на курс ноль четыре шесть?                                                                                            |
| 13:30:39    | Ди                                                                          | Turning right, Sir. | Правым разворотом, сэр. |
| 13:30:40    | 2П                                                                          | Sorry, Capt. | Извините, командир. |
| 13:30:41    | КВС Внешняя связь                                                           | Roger, one five zero. | Вас понял, один пять ноль. |
| 13:30:43    | 2П                                                                          | Sorry, Capt. | Извините, командир. |
| 13:30:44    | 2П                                                                          | It's already cold. | Уже холодно. |
| 13:30:51    | Ди                                                                          | One five two, confirm you are making turning left now? | Один пять два, подтвердите, что вы поворачиваете налево? |
| 13:30:54    | КВС                                                                         | Affirm! | Подтверждаю! |
| 13:30:56    | 2П Внешняя связь                                                            | We are err… turning right now. | Мы, э… поворачиваем направо. |
| 13:31:05    | Ди                                                                          | One five two… OK, continue left turn now. | Один пять два… OK, продолжайте разворот налево. |
| 13:31:09    | КВС Внешняя связь                                                           | Err… confirm turning left? We are starting turning right now. | Э… нам поворачивать налево? Мы начинаем разворот направо. |
| 13:31:13    | Ди                                                                          | Adun! OK. OK. | Уточняю! OK. OK. |
| 13:31:15    | 2П                                                                          | Just turn right, Capt. | Просто поворачивайте направо, командир. |
| 13:31:21    | КВС                                                                         | Please, readback to me…. No, no, later. | Пожалуйста, подтверждай команды…. Нет, нет, позже. |
|             | 2П                                                                          | Ya. | Да. |
| 13:31:23    | КВС                                                                         | Later, ya? | Позже, да? |
|             | 2П                                                                          | Oya…. | О, да…. |
| 13:31:27    | 2П                                                                          | Err… descend!! | Э… снижение!! |
| 13:31:28    | КВС                                                                         | Eh…? Maaf… | А…? Чёрт… |
| 13:31:31    | Ди                                                                          | Indonesia one fight two, continue turn right heading zero one five.                                                                                                  | Индонезия один пять два, продолжайте правый разворот, на курс ноль один пять. |
| 13:31:32    | Звук удара                                                                  | Звук удара | Звук удара |
| 13:31:33    | Крики обоих пилотов, на заднем плане звучит сигнал GPWS «PULL UP! PULL UP!» | Крики обоих пилотов, на заднем плане звучит сигнал GPWS «PULL UP! PULL UP!»                                                                                          | Крики обоих пилотов, на заднем плане звучит сигнал GPWS «PULL UP! PULL UP!» |
| 13:31:37    | Конец записи                                                                | Конец записи | Конец записи |

## Расследование
Расследование причин катастрофы рейса GA152 проводил Национальный комитет по безопасности на транспорте (NTSC).
Согласно окончательному отчёту расследования, причинами катастрофы стали:
- самолёт повернул направо вместо поворота налево из-за ошибок диспетчера;
- самолёт снизился ниже заданной высоты 610 метров из-за ошибок второго пилота[7].

## Культурные аспекты
Катастрофа рейса 152 Garuda Indonesia показана в 17 сезоне канадского документального телесериала Расследования авиакатастроф в серии Смертельный поворот.